# Home Guard

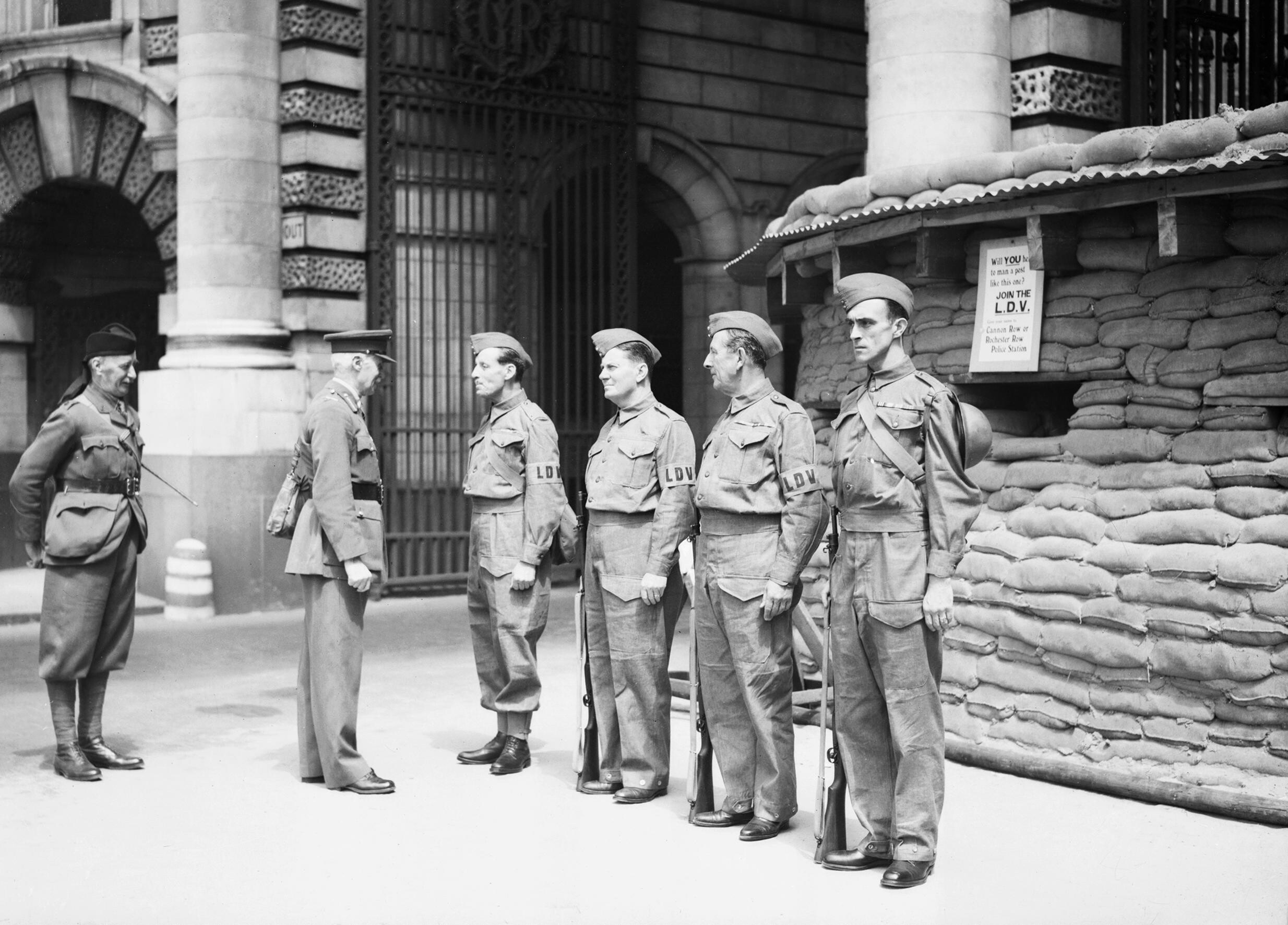
Puesto de la Home Guard en las puertas del Almirantazgo británico (Londres, 1940).

La Home Guard ('Guardia del Interior'; llamada inicialmente Local Defence Volunteers, LDV) fue una organización de defensa del Reino Unido creada en los inicios de la Segunda Guerra Mundial como fuerza de apoyo a las tropas regulares del Ejército británico para hacer frente a la inminente invasión del Reino Unido por parte de la Alemania nazi que acababa de derrotar a Francia. También fue conocida como Dad's Army (el 'Ejército de Papá') porque estaba integrada por voluntarios que no habían podido incorporarse al ejército debido fundamentalmente a la edad.

## Historia
El 14 de mayo de 1940, sólo cuatro días después de iniciarse la ofensiva alemana sobre Francia, Holanda y Bélgica, el secretario de Guerra Anthony Eden anunció la formación de los Local Defence Volunteers ('Voluntarios para la Defensa Local'), organización que más tarde sería conocida como Home Guard, para hacer frente a la posible invasión alemana de Inglaterra, especialmente por fuerzas aerotransportadas. Inicialmente las unidades de los LDV estuvieron muy pobremente armadas ya que en muchas ocasiones sólo llevaban escopetas, mosquetes, trabucos, espadas, porras, palos de golf, ballestas o incluso patas de silla —una unidad de Lancashire fue equipada con fusiles Enfield Modelo 1853 sacados de un museo y que habían sido utilizados por última vez en el Motín de la India de 1857—. De ahí las caricaturas de los miembros del Dad's Army, como algunos llamaron al Home Guard, portando horcas o palos de escoba.

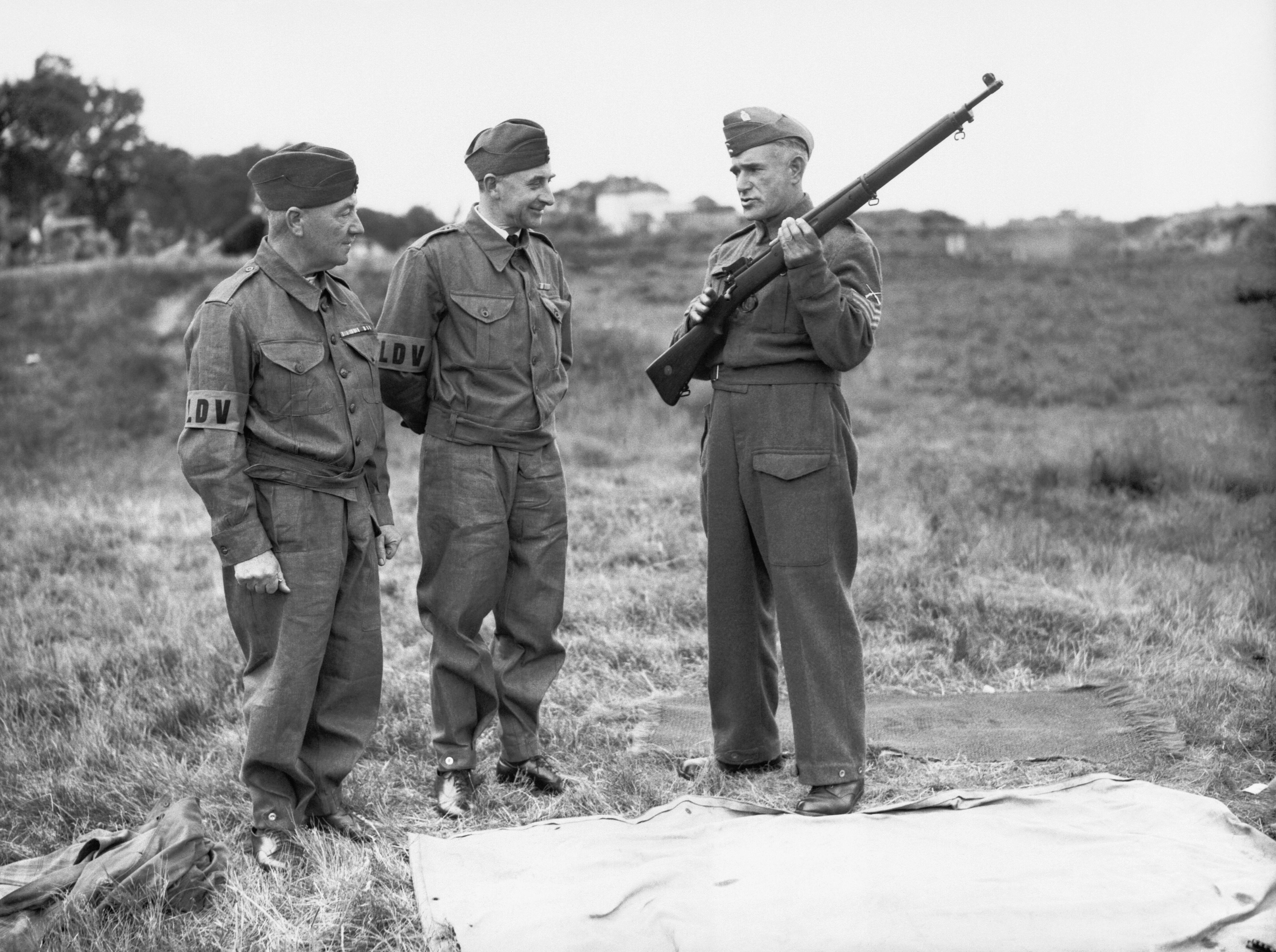
Dos miembros de la Home Guard recibiendo instrucción en el uso del fusil M1917 Enfield.

Sin embargo cuando el Reino Unido se quedó solo en la guerra contra las potencias del Eje tras la rendición de Francia en junio de 1940 y la invasión alemana desde el otro lado del Canal de La Mancha parecía inminente, los miembros de la Home Guard fueron armados convenientemente. Se importaron de Estados Unidos 615.000 fusiles M1917 Enfield que fueron distribuidos entre los cerca de 900.000 miembros uniformados que en septiembre de 1940 ya integraban la Home Guard —en esas fechas el ejército regular contaba con 1.300.000 hombres—. También recibieron 25.000 fusiles automáticos Browning y 22.000 ametralladoras, entre otras armas, como la bombarda Blacker, creada por el Departamento de Desarrollo de Armas Diversas.
La Home Guard realizó diversas misiones, desde cambiar las señales de tráfico para confundir a las fuerzas paracaidistas alemanas que fueran lanzadas sobre suelo británico hasta la construcción y defensa de fortines camuflados —como gasolineras, por ejemplo-.
Cuando en septiembre de 1940 comenzaron los bombardeos sistemáticos de las ciudades británicas por la Luftwaffe (el Blitz), la Home Guard fue movilizada y las campanas de todo el país sonaron para advertir de la previsible invasión alemana, que finalmente no se produciría —el 17 de septiembre de 1940 Hitler decidió posponer indefinidamente la Operación León Marino—.